# Jaap ten Kortenaar
Jaap ten Kortenaar (Zoetermeer, 30 januari 1964) is een Nederlands voormalig wielrenner. Ten Kortenaar was gespecialiseerd in het tijdrijden. Ten Kortenaar heeft voor Nederland deelgenomen aan de Olympische Spelen van 1992, waar hij samen met John den Braber, Pelle Kil en Bart Voskamp een negende plaats behaalde op de ploegentijdrit.
Ten Kortenaar is de oudere broer van schaatser Marnix ten Kortenaar. Na zijn sportloopbaan ging hij werken als als docent Nederlands.

## Belangrijkste resultaten
1991
- 3e Grote Rivierenprijs

1992
- 9e Olympische Spelen ploegentijdrit

1993
- 1e Grote Rivierenprijs
- Nederlands Kampioenschap tijdrijden

1994
- Nederlands Kampioenschap tijdrijden

1995
- 3e Grote Rivierenprijs